# Арджентера
Арджентера (італ. Argentera, п'єм. L'Argentera) — муніципалітет в Італії, у регіоні П'ємонт,  провінція Кунео.
Арджентера розташована на відстані близько 530 км на північний захід від Рима, 100 км на південний захід від Турина, 50 км на захід від Кунео.
Населення — 79 осіб (2014).
Щорічний фестиваль відбувається 29 червня. Покровитель — святий Петро.

## Демографія
Населення за роками:

Станом на 1 січня 2023 року в муніципалітеті офіційно проживав 1 іноземець (громадянин Чехії).

## Сусідні муніципалітети
- Аччельйо
- Канозіо
- Ларш (Франція)
- П'єтрапорціо
- Сент-Етьєнн-де-Тіне (Франція)